# Roberto Barahona Silva
Roberto Barahona Silva (Santiago de Chile; 10 de octubre de 1908-Ib.; 2 de agosto de 1982) fue un médico y biólogo, fundador de la especialidad de anatomía patológica en la Pontificia Universidad Católica de Chile y primer decano de la Universidad Austral de Chile. 

## Biografía
Nació el 10 de octubre de 1908 en Santiago de Chile y muere en esta misma ciudad el 2 de agosto de 1982. Hijo de Roberto Barahona Novoa y Aurora Silva Lira. Su cónyuge fue Carmen Solar Ossa, con quien tuvo diez hijos. Fue un médico dedicado a la especialidad de anatomía patológica, fue discípulo del Dr. Ismael Mena, el cual a su vez fue estudiante del Profesor Dr. Max Westenhofer. Dedicó la mayor parte de su vida a la docencia y a la formación de especialistas en la Pontificia Universidad Católica de Chile.

## Importancia Histórica
La anatomía patológica es una especialidad médica que estudia el cambio de estado de homeostasis a heterostasis, desde un punto de vista microscópico (molecular, subcelular y celular) como macroscópico (tisular y orgánica) frente a procesos patológicos. Rudolf Virchow (1821-1902) es considerado el padre de esta disciplina.  La anatomía patológica en Chile es una especialidad que a lo largo de la historia del país ha tenido un déficit de especialistas, por este motivo en 1908 el gobierno de Chile contrató al profesor alemán Max Westenhofer, alumno de Rudolf Virchow y profesor de la Universidad de Berlín, para crear una escuela de patólogos en el país. Uno de los alumnos destacados del profesor Westenhofer fue el Dr. Ismael Mena, quien lo sucedió en la cátedra de anatomía patológica en la Universidad de Chile. La anatomía patológica chilena tuvo un nuevo avance significativo cuando en 1945 el Dr. Roberto Barahona, exalumno de los profesores Westenhofer y Mena, fundó el Departamento de Anatomía Patológica de la Facultad de Medicina de la Pontificia Universidad Católica de Chile.  En dicha universidad el Dr. Barahona organizó la docencia de la anatomía patológica y tras 10 años de cátedra se formaron con él 24 especialistas destacando entre ellos los profesores Benedicto Chuaqui Jahiatt, Martín Etchart Kaempffer, Jaime Rodríguez Diamante, Helmar Rosenberg Gómez e Ignacio Duarte García de Cortázar, todos los cuales fueron académicos de la escuela de patología del Dr Barahona en la Universidad Católica. Más tarde, en 1976 el Dr Barahona impulsó la creación del plan nacional de formación de especialistas en anatomía patológica, el cual ha contribuido con especialistas formados tanto en la Universidad de Chile como en la Pontificia Universidad Católica de Chile.  Finalmente, en 1980 el Dr. Barahona lideró la fundación de la Sociedad Chilena de Anatomía Patológica (SCHAP), entidad que hasta el día de hoy agrupa el quehacer académico y científico de la anatomía patológica en Chile y en países vecinos.

## Datos de interés
- La Sociedad Chile de Anatomía Patológica (SCHAP) fue fundada el 14 de mayo de 1980 por inspiración y obra del Dr. Roberto Barahona Silva.

- Integrante de la primera directiva del Consejo Regional Santiago (CRS) de Colegio Médico de Chile.

- Participó en las Jornadas de Salud Pública , auspiciadas por la Escuela de Graduados de la Universidad de Chile (4-6 de mayo de 1960), cuyo tema fue las causas principales de morbilidad y mortalidad.

- Fue el primer decano de la Facultad de Medicina de la Universidad Austral de Chile, Valdivia, creada el 5 de octubre de 1959.